# Catunda
Catunda là một đô thị thuộc bang Ceará, Brasil. Đô thị này có diện tích 790,483 km², dân số năm 2007 là 10498 người, mật độ 13,28 người/km².